# Matia Bazar
«Ма́тія База́р» (Matia Bazar) — італійський поп-музичний гурт. Гурт має значний успіх на міжнародному рівні, двічі перемагав на фестивалі Санремо у 1978 і 2002 рр. і мав схвальні оцінки в критиків. За свою історію Матья Базар зазнали численних змін у складі, особливо серед співаків.

## Історія
Гурт створено у Генуї в 1975 році. Першими учасниками гурту були: П'єро Кассано (Piero Cassano), Альдо Стелліта (Aldo Stellita) і Карло Маррале (Carlo Marrale), Антонелла Руджеро (Antonella Ruggiero) була першою солісткою гурту.
Матія Базар було засновано в результаті союзу гітариста-вокаліста Карло Маррале, клавітуриста-вокаліста П'єро Кассано, басиста і бек-вокаліста Альдо Стелліта, усіх колишніх учасників гурту Jet і вокалістки Антонелли Руджеро. Сценічне ім'я Антонелли співачки було «Матія», адже вона хотіла гендерно-нейтральне ім'я, яким Матія і було. Багато хто помилково пов'язував «Матія» зі значенням «божевільний» у лігурійській, що було помилково та заперечено Антонеллою в кількох інтерв'ю, звідки згодом ймовірно виникла назва гурту.
Гурт дуже скоро завоював популярність у Італії, а загально-європейську, в тому числі і в СРСР — у 1980-ті роки.
Матія Базар безліч разів брала участь у найпопулярнішому італійському конкурсі Фестиваль Сан-Ремо (італ. Festival di Sanremo) — вперше за два роки після утворення гурту в 1977 році (також у 1978, 1983, 1985, 1988, 1992, 1993, 2000-02, 2005 роках), в тому числі гурт двічі вигравав цей престижний конкурс — у 1978 році з піснею «… І сказати чао» (італ. ...E dirsi ciao) та у 2002 році з піснею «Звістка кохання» (італ. Messaggio d'amore).

У 1979 році Матія Базар представляв Італію на 24-му Пісенному конкурсі Євробачення, де з піснею «Місячний промінь» (італ. Raggio di Luna) посів лише 15-е місце.

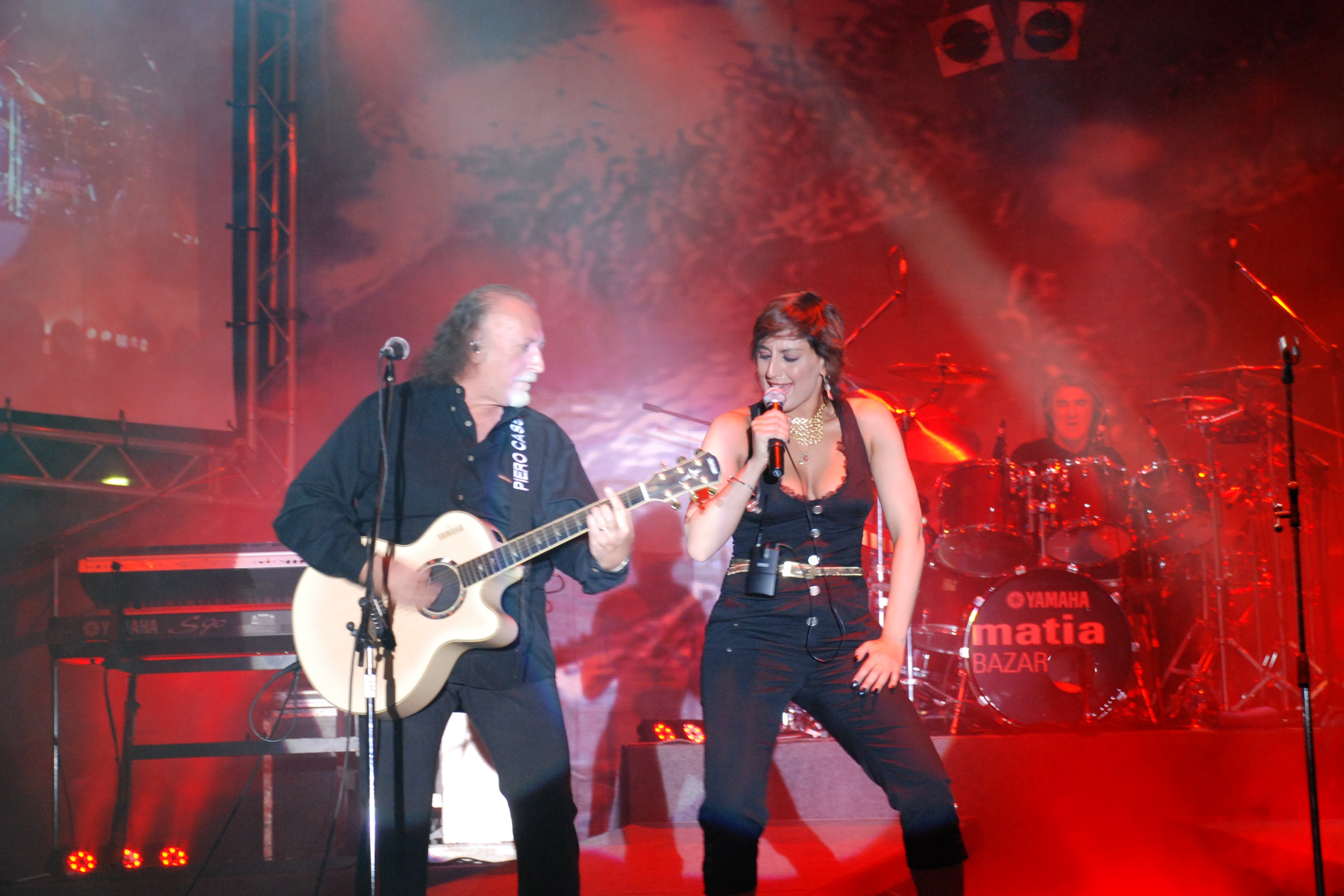
Матья Базар на концерті у 2007 році

3-5 лютого 1983 відбувся історичний виступ групи на фестивалі в Сан-Ремо з піснею «Римські канікули» («Vacanze romane»). Група за результатами голосування жюрі займає лише 4-е місце. Проте, критики і журналісти віддають саме «Матія Базар» престижну Премію критики, а згодом пісня протягом 7 тижнів займає перше місце в Італіському хіт-параді, а також потрапляє в чарти багатьох країн світу. Літом 1983 «Матія Базар» отримує премію «Телегатто» як найкраща італійська група.
В кінці 1989, після 14 років спільних виступів групу залишає Антонелла Руджеро. Це призвело до зниження популярності групи, завершило найкращий період у творчості колективу. Антонелла продовжує сольну кар'єру по сьогоднішній час.

## Склад гурту

### Вокалісти
- Антонелла Руджеро — 1975–1989
- Лаура Валенте — 1990–1998
- Сільвія Меццанотте — 1999–2004
- Роберта Факкані — від 2005 року

### Музиканти
- П'єро Кассано — 1975–1981, 1999
- Джанкарло Гольці — 1975
- Альдо Стелліта — 1975–1998
- Карло Маррале — 1975–1994
- Мауро Саббіоне — 1981–1984
- Серджіо Коссу — 1984–1998
- Фабіо Перверсі — від 1999 року

## Дискографія
Музичні альбоми:
- 1976 — Matia Bazar 1 *
- 1977 — Gran Bazar *
- 1978 — Semplicità *
- 1979 — Tournée *
- 1980 — Il Tempo Del Sole *
- 1981 — Berlino Parigi Londra *
- 1983 — Tango *
- 1984 — Aristocratica *
- 1985 — Melanchòlia *
- 1987 — Melò *
- 1989 — Red Corner *
- 1991 — Anime Pigre **
- 1993 — Dove le canzoni si avverano **
- 1995 — Radiomatia **
- 1997 — Benvenuti a Sausalito **
- 2000 — Brivido Caldo ***
- 2000 — Escalofrio Cálido *** (= Brivido Caldo іспанською)
- 2001 — Dolce canto ***
- 2002 — Messaggi dal vivo ***
- 2005 — Profili svelati ****
- 2007 — One1 Two2 Three3 Four4 ****
- 2008 — One1 Two2 Three3 Four4 (volume due) ****

* період Antonella Ruggiero; ** період Laura Valente; *** період Silvia Mezzanotte; **** період Roberta Faccani